# ماسامی هیساموتو
ماسامی هیساموتو (به ژاپنی: 久本雅美 Masami Hisamoto)؛ زادهٔ ۹ ژوئیهٔ ۱۹۵۸) بازیگر، صداپیشه، و شخصیت‌های تلویزیونی در ژاپن اهل ژاپن است. وی از سال ۱۹۸۱ میلادی تاکنون مشغول فعالیت بوده است.